# Pontons
Pontons är en ort och kommun i Spanien.   Den ligger i provinsen Província de Barcelona och regionen Katalonien, i den östra delen av landet, 400 km öster om huvudstaden Madrid. Pontóns ligger 613 meter över havet och antalet invånare är 485.
Terrängen runt Pontóns är kuperad. Runt Pontóns är det ganska glesbefolkat, med 32 invånare per kvadratkilometer. Närmaste större samhälle är Vilafranca del Penedès, 16,9 km öster om Pontóns. 